# Allemagne d’aujourd’hui
Allemagne d’aujourd’hui ist eine französische Fachzeitschrift. Sie erscheint seit 1950 und beschäftigt sich „mit allen politischen, wirtschaftlichen, sozialen und kulturellen Aspekten des modernen Deutschland“.

## Geschichte
Nachdem die Zeitschrift 1950 erstmals erschienen war, folgte bereits im Mai 1951 mit der „Nouvelle Série“ eine Umstrukturierung. Die ersten Chefredakteure waren Louis Clappier und Georges Castellan. 1966 folgte Félix Lusset und seit 1977 wird Allemagne d’aujourd’hui von Jérôme Vaillant geleitet. Zu ihren bekanntesten Mitarbeitern zählte der Germanist Robert Minder, der ab 1956 für die Literaturredaktion zuständig war.
Zwischen 1974 und 1990 erschien die Zeitschrift unter dem Titel Allemagnes d’aujourd’hui (mit Plural-s). Sie wird unter anderem von den Jahresberichten für deutsche Geschichte ausgewertet.